# Sofia Pozdnjakova
Sofia Stanislavovna Pozdnjakova (Russisch: София Станиславовна Позднякова) (Novosibirsk, 17 juni 1997) is een Russisch schermster.
Pozdnjakova werd in Tokio olympisch kampioen met individueel en met het team.

## Resultaten

### Olympische Zomerspelen
| Jaar | Plaats | Resultaten       |
| ---- | ------ | ---------------- |
| 2020 | Tokio  | sabel team sabel |

### Wereldkampioenschappen schermen
| Jaar | Plaats    | Resultaten         |
| ---- | --------- | ------------------ |
| 2018 | Wuxi      | sabel team · sabel |
| 2019 | Boedapest | sabel team         |

2004: Mariel Zagunis ·
2008: Mariel Zagunis · 
2012: Kim Ji-yeon · 
2016: Jana Jegorjan · 
2020: Sofia Pozdnjakova · 
2024: Manon Brunet
2008: Chomrova, Charlan, Poendyk, Zjovnir ·
2016: Djatsjenko, Gavrilova, Jegorjan, Velikaja ·
2020: Nikitina, Pozdnjakova, Velikaja ·
2024: Bakastova, Charlan, Kravatska, Komasjtsjoek